# 모아이 군
《모아이 군》(일본어: モアイくん, Mr. Moai, Moai Kun)은 코나미가 1990년 3월 일본에서 패밀리 컴퓨터를 대상으로 개발, 배급한 퍼즐 게임이다. 이 게임은 이스터 섬을 배경으로 한다. 플레이어는 모아이를 통제하여 다른 모아이를 구출하고 타이머가 초과하기 전에 문을 통해 각 스테이지를 빠져나와야 한다. 플랫폼적인 요소가 존재하지만 주 목적은 각 스테이지마자 물건을 조작하는 방법을 찾아내어 비상구로 빠져나가면서 모아이를 구출해내는 것이다.

## 게임플레이
각 스테이지는 다양한 플랫폼, 적, 장애물로 하나의 화면을 채우고 있다. 주인공 모아이는 점프 능력이 얼마 없지만 특정 블록과 적을 머리로 깨부시거나 특정 스테이지에서 볼 수 있는 폭탄을 떨어트려서 주인공 아래의 블록을 파괴할 수 있다.
일반적으로 각 스테이지는 하나의 솔루션만 있으며 잘못 움직이면 스테이지를 풀어나가기 어렵게 된다. 플레이어는 언제든지 SELECT를 눌러서 스테이지를 초기화할 수 있지만 그렇게 하면 플레이어가 생명을 하나 잃게 된다. 스테이지를 성공적으로 완수하면 추가 생명을 보상받는다. 자발적으로 스테이지를 초기화하는 것 외에 플레이어는 적을 건드리거나 구덩이에 빠지거나 위험한 곳에 착지하거나 떨어지는 물건에 맞거나 시간이 다할 경우에도 생명을 하나 잃는다.
이 게임은 56개의 고유한 스테이지가 있으며 플레이어는 암호를 사용하여 게임을 계속할 수 있다.
그래픽과 테마는 대체적으로 이스터섬에서 가져온 것으로, 수많은 배경은 섬의 풍경에서 가져왔고 장애물과 물건들은 돌이나 동상을 닮아있다. 판타지적 요소가 존재하며 수많은 스테이지는 구름에서 시작하며 적들은 마법을 사용한다.

## 출시 및 반응
모아이 쿤은 1990년 3월 일본에서 패밀리 컴퓨터 시스템을 대상으로 출시되었다. 북아메리카나 PAL 릴리스는 없었으나 실질적으로 게임의 모든 문자열은 영어로 되어 있고 타이틀 화면 그래픽만 일본어로 되어 있다. 출시와 함께 호의적인 평가를 받았으며 평가자들은 플랫폼 게임에서 머리를 써야 하는 부분에서 좋은 평가를 내렸다.
코나미 와이 와이 월드의 스테이지들 중 하나는 모아이 쿤에서 가져온 것이다.